# DeMarre Carroll
Pour les articles homonymes, voir Carroll.
DeMarre LaEdrick Carroll, né le 27 juillet 1986 à Birmingham dans l'Alabama, est un joueur puis entraîneur américain de basket-ball. Pendant sa carrière de joueur, il évolue aux postes d'ailier et d'ailier fort.

## Biographie

### Carrière universitaire
Il joue au niveau universitaire pour les Commodores de Vanderbilt et les Tigers du Missouri.

### Carrière professionnelle

#### Grizzlies de Memphis/Wizards du Dakota (2009-fév. 2011)
Il se présente ensuite à la draft 2009 de la NBA et est sélectionné en 27e position par les Grizzlies de Memphis.
Il participe à 71 rencontres avec les Grizzlies de Memphis durant sa première saison.
Le 14 décembre 2010, il est envoyé aux Wizards du Dakota en D-League avec lesquels il dispute six rencontres. Il est rappelé dans l'effectif des Grizzlies de le 5 janvier 2011.

#### Rockets de Houston (fév.-avr. 2011)
Le 24 février 2011, Carroll est transféré avec Hasheem Thabeet aux Rockets de Houston contre Shane Battier. Le 11 avril, il est coupé par les Rockets.

#### Nuggets de Denver (déc. 2011-fév. 2012)
Le 12 décembre 2011, les Nuggets de Denver invitent Carroll à leur camp d'entraînement. Il joue quatre matchs avec les Nuggets au cours de la saison régulière 2011-2012 avant d'être coupé le 4 février 2012.

#### Jazz de l'Utah (fév. 2012-2013)
Le 8 février 2012, Carroll signe avec le Jazz de l'Utah.

#### Hawks d'Atlanta (2013-2015)
Le 3 août 2013, Carroll signe avec les Hawks d'Atlanta.
Le 22 février 2014, Carroll réalise son record de points en carrière avec 24 unités auxquels il ajoute 6 rebonds et 2 interceptions, dans la victoire des siens 107 à 98 contre les Knicks de New York. Aux Hawks, il devient un joueur titulaire de l'effectif entraîné par Mike Budenholzer.

#### Raptors de Toronto (2015-2017)
Le 1er juillet, il signe un contrat de 60 000 000$ de dollars sur 4 ans aux Raptors de Toronto.

#### Nets de Brooklyn (2017-2019)
Le 13 juillet 2017, il est échangé aux Nets de Brooklyn.

#### Spurs de San Antonio (2019-février 2020)
Le 1er juillet 2019, il signe un contrat de trois ans avec les Spurs de San Antonio.

#### Rockets de Houston (février 2020-2020)
Le 18 février 2020, il conclut un accord pour quitter les Spurs de San Antonio et s'engage avec les Rockets de Houston.

### Carrière d'entraîneur
Carroll prend sa retraite et obtient, en août 2022, une place dans l'équipe des entraîneurs des Bucks de Milwaukee, où Mike Budenholzer est l'entraîneur principal.
Carroll rejoint les Cavaliers de Cleveland comme entraîneur adjoint en juillet 2024.

## Palmarès
- First-team All-Big 12 (2009)

## Statistiques

### Universitaires
| Saison    | Équipe     | Matchs | Titul. | Min./m | % Tir | % 3pts | % LF | Rbds/m. | Pass/m. | Int/m. | Ctr/m. | Pts/m. |
| --------- | ---------- | ------ | ------ | ------ | ----- | ------ | ---- | ------- | ------- | ------ | ------ | ------ |
| 2004-2005 | Vanderbilt | 34     | 5      | 15,6   | 50,0  | 27,8   | 42,9 | 3,79    | 0,74    | 0,59   | 0,06   | 3,97   |
| 2005-2006 | Vanderbilt | 30     | 16     | 29,1   | 51,1  | 17,6   | 60,5 | 6,37    | 2,03    | 1,23   | 0,37   | 10,83  |
| 2007-2008 | Missouri   | 32     | 30     | 25,3   | 53,6  | 17,6   | 61,6 | 6,66    | 1,31    | 1,12   | 0,66   | 13,03  |
| 2008-2009 | Missouri   | 38     | 38     | 28,0   | 55,8  | 36,4   | 63,4 | 7,18    | 2,16    | 1,55   | 0,66   | 16,55  |
| Carrière  | Carrière   | 134    | 89     | 24,5   | 53,5  | 28,1   | 60,4 | 6,01    | 1,57    | 1,13   | 0,44   | 11,24  |

### Professionnelles

#### Saison régulière
| Saison    | Équipe      | Matchs | Titul. | Min./m | % Tir | % 3pts | % LF  | Rbds/m. | Pass/m. | Int/m. | Ctr/m. | Pts/m. |
| --------- | ----------- | ------ | ------ | ------ | ----- | ------ | ----- | ------- | ------- | ------ | ------ | ------ |
| 2009-2010 | Memphis     | 71     | 1      | 11,2   | 39,6  | 0,0    | 62,3  | 2,11    | 0,46    | 0,39   | 0,13   | 2,94   |
| 2010-2011 | Memphis     | 7      | 0      | 5,6    | 44,4  | 0,0    | 100,0 | 1,14    | 0,29    | 0,14   | 0,14   | 1,43   |
| 2010-2011 | Houston     | 5      | 0      | 2,2    | 0,0   | 0,0    | 0,0   | 0,00    | 0,40    | 0,00   | 0,00   | 0,00   |
| 2011-2012 | Denver      | 4      | 0      | 5,1    | 100,0 | 0,0    | 0,0   | 0,75    | 0,75    | 0,00   | 0,00   | 3,00   |
| 2011-2012 | Utah        | 20     | 9      | 16,4   | 37,4  | 36,8   | 87,5  | 2,50    | 0,75    | 0,60   | 0,05   | 4,75   |
| 2012-2013 | Utah        | 66     | 12     | 16,8   | 46,0  | 28,6   | 76,5  | 2,85    | 0,92    | 0,88   | 0,36   | 5,95   |
| 2013-2014 | Atlanta     | 73     | 73     | 32,1   | 47,0  | 36,2   | 77,3  | 5,52    | 1,84    | 1,48   | 0,29   | 11,10  |
| 2014-2015 | Atlanta     | 70     | 69     | 31,3   | 48,7  | 39,5   | 70,2  | 5,31    | 1,69    | 1,34   | 0,24   | 12,61  |
| 2015-2016 | Toronto     | 26     | 22     | 30,2   | 38,9  | 39,0   | 60,0  | 4,69    | 1,04    | 1,69   | 0,23   | 11,00  |
| 2016-2017 | Toronto     | 72     | 72     | 26,1   | 40,0  | 34,1   | 76,1  | 3,82    | 1,03    | 1,12   | 0,38   | 8,86   |
| 2017-2018 | Brooklyn    | 73     | 73     | 29,9   | 41,4  | 37,1   | 76,4  | 6,56    | 2,01    | 0,81   | 0,41   | 13,47  |
| 2018-2019 | Brooklyn    | 67     | 8      | 25,4   | 39,5  | 34,2   | 76,0  | 5,21    | 1,27    | 0,46   | 0,15   | 11,10  |
| 2019-2020 | San Antonio | 15     | 0      | 9,0    | 31,0  | 23,1   | 60,0  | 2,07    | 0,73    | 0,13   | 0,13   | 2,20   |
| 2019-2020 | Houston     | 9      | 0      | 17,2   | 43,2  | 25,0   | 77,3  | 2,67    | 1,56    | 0,67   | 0,33   | 6,00   |
| Carrière  | Carrière    | 578    | 339    | 23,7   | 43,0  | 35,8   | 74,1  | 4,25    | 1,26    | 0,91   | 0,26   | 8,91   |

Dernière mise à jour le 11 juin 2022.

#### Playoffs
| Saison   | Équipe   | Matchs | Titul. | Min./m | % Tir | % 3pts | % LF  | Rbds/m. | Pass/m. | Int/m. | Ctr/m. | Pts/m. |
| -------- | -------- | ------ | ------ | ------ | ----- | ------ | ----- | ------- | ------- | ------ | ------ | ------ |
| 2012     | Utah     | 4      | 0      | 18,2   | 47,4  | 20,0   | 0,0   | 3,75    | 0,75    | 0,50   | 0,25   | 4,75   |
| 2014     | Atlanta  | 7      | 7      | 35,1   | 46,9  | 40,9   | 63,6  | 4,86    | 1,57    | 0,71   | 0,43   | 8,86   |
| 2015     | Atlanta  | 16     | 16     | 34,9   | 48,6  | 40,3   | 78,0  | 6,06    | 2,00    | 1,12   | 0,31   | 14,56  |
| 2016     | Toronto  | 20     | 19     | 29,8   | 39,0  | 32,9   | 75,0  | 4,05    | 0,85    | 0,90   | 0,35   | 8,85   |
| 2017     | Toronto  | 10     | 7      | 15,5   | 40,5  | 31,8   | 55,6  | 2,70    | 0,50    | 0,80   | 0,50   | 4,20   |
| 2019     | Brooklyn | 5      | 3      | 23,9   | 23,7  | 29,2   | 100,0 | 4,00    | 0,40    | 0,80   | 0,00   | 6,60   |
| 2020     | Houston  | 2      | 0      | 2,9    | 50,0  | 0,0    | 0,0   | 1,50    | 0,50    | 0,00   | 0,00   | 1,00   |
| Carrière | Carrière | 64     | 52     | 27,4   | 42,6  | 35,3   | 75,2  | 4,33    | 1,11    | 0,86   | 0,33   | 8,88   |

## Records sur une rencontre en NBA
Les records personnels de DeMarre Carroll en NBA sont les suivants, :
| Type de statistique        | Saison régulière | Saison régulière           | Saison régulière | Playoffs | Playoffs                | Playoffs      |
| Type de statistique        | Record           | Adversaire                 | Date             | Record   | Adversaire              | Date          |
| -------------------------- | ---------------- | -------------------------- | ---------------- | -------- | ----------------------- | ------------- |
| Points                     | 26               | 3 fois                     | 3 fois           | 25       | @ Wizards de Washington | 15 mai 2015   |
| Paniers marqués            | 9                | 6 fois                     | 6 fois           | 9        | 3 fois                  | 3 fois        |
| Paniers tentés             | 19               | @ Warriors de Golden State | 6 mars 2018      | 16       | 2 fois                  | 2 fois        |
| Paniers à 3 points réussis | 6                | 2 fois                     | 2 fois           | 5        | Wizards de Washington   | 3 mai 2015    |
| Paniers à 3 points tentés  | 11               | @ Clippers de Los Angeles  | 4 mars 2018      | 9        | 2 fois                  | 2 fois        |
| Lancers francs réussis     | 10               | Nuggets de Denver          | 6 février 2019   | 6        | Nets de Brooklyn        | 29 avril 2015 |
| Lancers francs tentés      | 13               | Nuggets de Denver          | 6 février 2019   | 8        | Nets de Brooklyn        | 29 avril 2015 |
| Rebonds offensifs          | 6                | 3 fois                     | 3 fois           | 7        | @ Nets de Brooklyn      | 27 avril 2015 |
| Rebonds défensifs          | 12               | 3 fois                     | 3 fois           | 8        | 3 fois                  | 3 fois        |
| Rebonds totaux             | 14               | Celtics de Boston          | 14 janvier 2019  | 10       | 3 fois                  | 3 fois        |
| Passes décisives           | 6                | 2 fois                     | 2 fois           | 5        | 2 fois                  | 2 fois        |
| Interceptions              | 6                | @ Warriors de Golden State | 17 novembre 2015 | 4        | Heat de Miami           | 5 mai 2016    |
| Contres                    | 3                | 3 fois                     | 3 fois           | 2        | 4 fois                  | 4 fois        |
| Balles perdues             | 5                | 3 fois                     | 3 fois           | 4        | @ Nets de Brooklyn      | 25 avril 2015 |
| Minutes jouées             | 46               | @ Cavaliers de Cleveland   | 13 février 2019  | 44       | @ Nets de Brooklyn      | 27 avril 2015 |

- Double-double : 27 (dont 3 en playoffs)
- Triple-double : 0

Dernière mise à jour : 17 novembre 2020